# 3e millennium v.Chr.
Het derde millennium v.Chr. loopt vanaf 3000 tot 2001 v.Chr.

## Gebeurtenissen en ontwikkelingen

### Klimaatveranderingen
- Er komt een einde aan het Holoceen subpluviaal. In Noord-Afrika ontstaat de Sahara met grote migratie tot gevolg.
- In Noord-Amerika begint het neopluviaal, een periode met veel regen en koude.
- 2200 v.Chr. : 4200 jaar event. Rond de Middellandse Zee begint een periode van droogte, het begin van het Meghalayantijdperk.

### Algemeen
- Het derde millennium v.Chr. wordt soms ook de vroege bronstijd genoemd. De opkomst gezien van geavanceerde, verstedelijkte beschavingen, nieuwe bronzen metallurgie die de productiviteit van de landbouw uitbreidt, en hoogontwikkelde manieren van communicatie in de vorm van het schrift. In het 3e millennium v.Chr. wordt de groei van deze rijkdommen, zowel de intellectuele als de fysieke, een bron van onenigheid op politiek niveau, en heersers willen meer rijkdom en macht vergaren. Hiermee samen hangen de eerste verschijningen van mega-architectuur, imperialisme, georganiseerd absolutisme en interne revoluties. Verschillende vormen van wetenschap krijgen vorm.

### Vruchtbare sikkel

#### Mesopotamië
- 2900 v.Chr. : De Jemdet Nasr-periode wordt opgevolgd door de vroeg-dynastieke periode.
- ca. 2900 v.Chr. : De Mesopotamiërs in Sumer ontwikkelen het spijkerschrift. Uit simpele tekens ontstaat een geavanceerd schriftsysteem met spijkervormige symbolen voor woorden en lettergrepen.
- ca. 2350 v.Chr. : Akkadische Rijk. De beschavingen van Sumer en Akkad in Mesopotamië worden een verzameling van vluchtige stadstaten waarin oorlogvoering normaal is. Ononderbroken conflicten verminderen het aantal beschikbare middelen, energie en bevolkingen. In dit millennium volgen grotere rijken de laatstgenoemden op en veroveraars groeien in gestalte totdat de grote Sargon van Akkad zijn rijk uitspant over heel Mesopotamië en daarbuiten.
- ca. 2150 v.Chr. : De Goetaeërs, een bergvolk, maken een eind aan de Akkadische staat.
- 2110-2002 v.Chr. derde dynastie van Ur.

#### Oude Egypte
- In Egypte ontstaat het gebruik van papyrus als drager van geschreven teksten.
- Vanaf 3000 voor Christus wordt in het Oude Egypte de Egyptische mummificatietechniek ontwikkeld, als gevolg van de religieuze overtuiging dat men zijn lichaam en ook persoonlijke bezittingen naar het hiernamaals kan meenemen.
- 3000-2740 v.Chr. : vroeg-dynastieke periode behelst de twee eerste dynastieën.
- 2773 v.Chr. : Begin van de Sothisperiode.
- De Turijnse koningslijst beschrijft de koningen van de 0e t/m 3e Dynastie als de “Volgers van Horus”. Na zijn dood wordt de overleden farao dan een verpersoonlijking van Osiris en gaat Horus over op de levende persoon van de nieuwe farao.
- 2639-2216 v.Chr. : In het Oude Rijk van Egypte worden piramides gebouwd. Die zullen duizenden jaren de hoogste en grootste door mensen gebouwde constructies blijven. Ook in Egypte beginnen farao's zich voor te doen als levende goden, gemaakt van een andere stof dan gewone mensen. Zelfs in Europa, dat in deze tijdsperiode nog steeds grotendeels neolithisch is, worden reusachtige megalieten gebouwd.

In het Oude Rijk is de economische en culturele eenmaking van Egypte met de rol van de piramidenbouw vervlochten. De koninklijke residentie ligt samen met de dodentempel
bij de piramidenstad, in welke de goederen uit alle gouwen en provincies worden samengebracht en verdeeld over het Rijk.

### Levant
Aan de kust van Syrië is rond 2500 een aantal steden tot bloei gekomen; zij spelen een belangrijke rol in de internationale handel. Gedurende het Oude Rijk vindt op grote schaal vreedzame uitwisseling van goederen en cultuur plaats met Egypte via de steden Askalon en Byblos. In de Vroege Bronstijd is Byblos de belangrijkste havenstad van de Levant. Van daaruit wordt vooral veel cederhout naar Egypte verscheept. Aangezien er in Egypte zelf weinig bomen met goed timmerhout groeien, is dit daar een gezocht artikel. Tijdens de tweede dynastie (~2853 - ~2707) zijn de kuststeden min of meer Egyptische kolonies. Ook met Mesopotamië is er een levendige handel, vooral in metaal.

#### Anatolië
- In Anatolië leven de Hattiërs. Zij hebben ook contact met Cyprus, de Philiacultuur.

#### Kreta
- Minoïsche beschaving.

### Indisch subcontinent
- Indusbeschaving. Behalve de strakke planning kenmerkt deze zich door het vrijwel afwezig zijn van sporen die op een heersende elite duiden; de handel met het westen van Azië door scheepvaart; en het mysterieuze Harappaschrift dat vooralsnog niet ontcijferd is.

### Scheepvaart en handel
- In Egypte ligt aan de Golf van Suez de oudstbekende haven: Wadi al-Jarf (ca. 2500  v.Chr.).
- Lothal geldt als de oudstbekende havenstad ter wereld. Het ligt aan een oude loop van de rivier Sabarmati en telt behalve een kade voor laden en lossen ook een pakhuis voor de te verschepen of verscheepte goederen.[2]

### China
- ca2600 v.Chr. : Zijde wordt gesponnen en tot stoffen geweven.

### Europa
- Cycladische beschaving vindt plaats in Griekenland.
- De zeevaartroutes worden vooral beheerd door de zeevaarders van de Minoïsche beschaving, die de Levant met de Cycladen (onder meer Santorini), Kreta en Cyprus verbinden.
- In Europa is gerst de eerst gekweekte graansoort. Archeologische vondsten bij de resten van Zwitserse paalwoningen tonen aan dat de cultuur van gerst uit 3000-2000 v.Chr. stamt.
- Seine-Oise-Marnecultuur in Noord-Frankrijk, het huidige België en Zuid-Nederland.

### Cultuur
Het Gilgamesh-epos komt tot stand, een gedicht van ongeveer drieduizend verzen. Het is het oudst overgeleverde fictiewerk van de wereldliteratuur en heeft raakvlakken met de Ilias en Odyssee, en met het bijbelboek Genesis (zondvloed).

## Belangrijke personen
- Neith-hotep eerste koningin van Egypte
- Djoser, tweede farao van de 3e dynastie van Egypte.
- Gilgamesj, vijfde koning van Uruk.
- Choefoe (Cheops), tweede farao van de 4e dynastie van Egypte.
- Uruinimgina, koning van de stad Lagasj.
- Lugalzagezi van Umma, ensi van Umma.
- Sargon van Akkad, stichter van de dynastie van Akkad en eerste stichter van een groot Semitisch rijk in Mesopotamië.
- Ur-Nammu van Ur, ensi van Ur onder koning Utu-Khegal van Uruk.
- De Drie Verhevenen en de Vijf Oerkeizers van China.

<< · 30e · 29e · 28e · 27e · 26e · 25e · 24e · 23e · 22e · 21e · >>
<<< · 10e · 9e · 8e · 7e · 6e · 5e · 4e · 3e · 2e · 1e · "0" · 1e · 2e · 3e · 4e